# 1식 중기관총
1식 중기관총(一式重機関銃 잇시키 쥬키칸쥬[*], Type 1 Heavy Machine Gun 타입 1 헤비 머신건[*])은 일본제국 육군에 의해 1941년에 설계 및 생산되어 2차 세계 대전동안에 쓴 중기관총 (重)이다. 92식 중기관총와 동일한 방식인 가스 작동식으로 작동하는 대신, 7.7 mm 99식 탄약을 채용하여 보다 가볍고 작아졌다. 그리고 과열된 총열을 신속하게 교체할 수 있게 설계되었다. 때로는 태평양 전역에서 경량형 대공총으로 쓰이기도 했다.

## 같이 보기
- 92식 중기관총